# 日本のテレビ番組一覧
日本のテレビ番組一覧（にっぽんのテレビばんぐみいちらん）は、ウィキペディア日本語版に項目のある日本のテレビ番組を、ジャンル別一覧にしたものである。
- 対象となる放送局は全国放送のNHK、日本テレビ、テレビ朝日、フジテレビ、TBSの5つである。
- 地上デジタル放送のみとする。

## 報道番組

### ニュース
番組名は、ニュース番組およびCategory:ニュース・報道番組を参照。

#### NHK
- NHKニュース7
- NHKニュースおはよう日本
- ニュースウオッチ9
- 国会中継
- 国際報道

#### 日本テレビ
- Oha!4
- ZIP!
- スッキリ
- DayDay
- every
- news zero
- シューイチ
- ズームインサタデー
- 深層NEWS
- バンキシャ
- NNNドキュメント
- NNNニュースサンデー
- NNNニュースサタデー
- NNNストレートニュース
- ミヤネ屋

#### フジテレビ
- めざましテレビ
- めざましどようび
- めざまし8
- ノンストップ
- FNNニュース
- FNNニュースα
- FNNスピーク

- FNNスーパータイム
- FNNレインボー発
- ユアタイム
- とくダネ
- Live news イット!
- プライムニュース

#### テレビ朝日
- ANNニュース
- 報道ステーション
- 週刊ニュースリーダー
- スーパーJチャンネル
- キャスト
- EYEステーション
- サンデーステーション
- グッドモーニング
- ABCニュース
- ニュースステーション
- モーニングショー
- 朝日新聞ニュース
- 日曜スクープ
- サンデーLIVE

#### TBS
- サンデーモーニング
- Nスタ
- ひるおび
- THE TIME,
- リアルタイム
- あさチャン
- news23
- JNNニュースデスク
- JNNフラッシュニュース
- TBSニュース
- 報道特集

### こども向け報道番組

#### NHK
- こどもニュース
- 600こちら情報部
- 週間手話ニュース
- 週刊こどもニュース

## ワイドショー
番組名は、ワイドショー一覧を参照。

## スポーツ番組
※スポーツニュース番組はスポーツニュース番組一覧参照

### 野球
- NHKプロ野球（NHK）
- DRAMATIC BASEBALL（日本テレビ）
- S☆1 BASEBALL （TBS）
- 感謝を、感動を、野球道（フジテレビ）
- スーパーベースボール（テレビ朝日）

### サッカー
- Jリーグ中継（NHK）
- ダイナミックサッカー（テレビ東京）
- スーパーサッカー（TBS）
- やべっちFC〜日本サッカー応援宣言〜（テレビ朝日）

### 相撲
- 大相撲中継（NHK）
- 大相撲・幕内の全取組（NHK）

### 競馬中継
- ウイニング競馬（テレビ東京）
- みんなのKEIBA（フジテレビ）

## 教養・教育番組

### ドキュメンタリー/ノンフィクション
番組名は、ドキュメンタリー番組およびCategory:ドキュメンタリー番組を参照。

### 一般教養番組
- 世界遺産→THE世界遺産 - TBS系。
- 探検ロマン世界遺産 (NHK)

#### 人文科学系
- その時、歴史が動いた。→歴史秘話ヒストリア (NHK)
- 歴史への招待 (NHK)
- ライバル日本史
- 堂々日本史

#### 自然科学・生活科学系
- ウルトラアイ→トライ&トライ→ためしてガッテン→ガッテン! (NHK)
- 四つの目→レンズはさぐる
- みんなの科学
- 大科学実験

### 紀行番組
Category:紀行・旅番組も参照。
- 新日本紀行 、新日本紀行ふたたび (NHK)
- 世界ふれあい街歩き (NHK)
- 鶴瓶の家族に乾杯 (NHK)
- すばらしい世界旅行（日本テレビ）
- ぶらり途中下車の旅（日本テレビ）
- 遠くへ行きたい（読売テレビ）
- 兼高かおる世界の旅（TBS）
- いい旅・日本（TBS）
- 世界の車窓から（テレビ朝日）
- 旅の香り 時の遊び→旅の香り→旅の香り〜四季の名宿めぐり〜（テレビ朝日）
- 朝だ!生です旅サラダ（朝日放送）
- にっぽん!いい旅（テレビ東京）

### 学校向け番組

#### 小学校向け番組
- マテマティカ
- たんけんぼくのまち
- このまちだいすき
- まちかどドレミ
- ふえはうたう
- 虹色定期便
- さわやか3組

#### 中学校向け番組
- おもいっきり中学時代（NHK教育）

#### 高校向け番組
NHK高校講座（2003年4月 -  NHK教育）
- 高校講座国語
  - 高校講座ベーシック国語
  - 高校講座現代の国語
  - 高校講座国語総合
  - 高校講座国語表現
  - 高校講座現代文
  - 高校講座古典
  - 高校講座書道Ⅰ
- 高校講座英語
  - 高校講座ベーシック英語
  - 高校講座コミュニケーション英語Ⅰ
  - 高校講座コミュニケーション英語Ⅱ
  - 高校講座コミュニケーション英語Ⅲ
  - 高校講座英語表現
- 高校講座数学
  - 高校講座ベーシック数学
  - 高校講座数学Ⅰ
  - 高校講座数学Ⅱ
  - 高校講座数学A
- 高校講座情報
- 高校講座生物
- 高校講座物理
- 高校講座地理
- 高校講座化学
- 高校講座家庭総合
- 高校講座世界史

- 高校講座日本史
  - 高校講座日本史
  - 高校講座日本史探求

#### NHK
- いないいないばあっ!
- うたのえほん
- おかあさんといっしょ
- おとうさんといっしょ
- みいつけた!
- ピタゴラスイッチ
- コレナンデ商会
- にほんごであそぼ
- えいごであそぼ
- むしまるQ
- はなかっぱ
- クックルン
- おじゃる丸
- オトッペ
- シャキーン
- あおきいろ
- ミミクリーズ
- おさるのジョージ
- おはよーいドン
- 夜もおはよーいドン
- でこぼこポン
- エルエル

#### 日本テレビ
- ロンパールーム
- おはよう!こどもショー
- カリキュラマシーン
- ウゴウゴルーガ
- ママとあそぼう!ピンポンパン
- のりスタ!
- ポンキッキ

#### フジテレビ
- ちびまる子ちゃん
- サザエさん

- ひらけ!ポンキッキ
- ポンキッキーズ
- ポンキッキーズ21　

#### 日本国外製作
- セサミストリート
- テレタビーズ

### その他児童・生徒向け番組
- ものしり教室
- みんなの科学
- ひとりでできるもん!
- ハッチポッチステーション
- 課外授業ようこそ先輩
- ストレッチマン
- みんなのうた
- ティンティンTOWN!
- おはスタ
- ばりすご!ボイガー7 (TVQ九州放送)
- クインテット
- モグモグGOMBO
- 天才てれびくん
- 英語であそぼ
- にほんごであそぼ
- からだであそぼ
- つくってあそぼ
- できるかな

### 中高生向け番組
- 若い広場
- YOU!
- ファイト
- 真剣10代しゃべり場
- 金曜かきこみTV
- 部活応援プロジェクト しゃかりき

### 音楽教養番組
- 題名のない音楽会（テレビ朝日）
- MUSIC FAIR21（フジテレビ）
- 僕らの音楽3（フジテレビ）

#### NHK
- SONGS
- MUSIC JAPAN
- NHK歌謡コンサート
- N響アワー
- 音楽ファンタジー・ゆめ

### 教育番組
番組名は教育番組およびCategory:教育番組の項参照。

### 釣り番組
現行
- THE フィッシング（テレビ大阪）
- The Hit（サンテレビ）
- ビッグフィッシング（サンテレビ）
- ニッポンを釣りたい!（フジテレビ・特番）
- 釣りごろつられごろ（テレビ新広島）

過去
- 釣り・ロマンを求めて（テレビ東京）
- 千夜釣行（テレビ東京）
- とび出せ!釣り仲間（テレビ東京）
- われら釣り天狗（東京12チャンネル→テレビ東京）
- みんなの釣り天国（テレビ朝日）
- フィッシングNOW（テレビ埼玉）
- にっぽん釣りの旅（NHK BSプレミアム）

## 娯楽番組

### バラエティ番組
番組名は、日本のバラエティ番組一覧およびCategory:バラエティ番組を参照。

### クイズ番組
番組名は、日本のクイズ番組一覧およびCategory:クイズ番組を参照。

### 音楽番組
番組名は、音楽番組およびCategory:音楽番組を参照。

### トーク番組
番組名は、トーク番組およびCategory:トーク番組を参照。

### 料理番組
- キューピー３分クッキング

番組名は、料理番組およびcategory:料理番組を参照。

## ドラマ
番組名は、「日本のテレビドラマ一覧」、「日本のテレビドラマ一覧 (年代別)」を参照。

### 青春ドラマ
- 青春とはなんだ
- 俺たちの旅
- ゆうひが丘の総理大臣
- あすなろ白書
- スクール☆ウォーズ
- 少年ドラマシリーズ（NHK）

### 刑事・警察ドラマ

#### 日本テレビ
- 太陽にほえろ！
- あぶない刑事
- あきれた刑事
- 刑事貴族
- ハコヅメ

#### フジテレビ
- 踊る大捜査線
- スケバン刑事
- あいつがトラブル
- ショカツ
- ダブルスコア
- ルーキー！
- 走れ公務員！

#### テレビ朝日
- 特捜最前線
- はぐれ刑事純情派
- さすらい刑事旅情編
- ベイシティ刑事
- はみだし刑事情熱系
- 相棒
- 逮捕しちゃうぞ
- ララバイ刑事'91
- 富豪刑事
- 西部警察
- ゴリラ・警視庁捜査第8班

#### TBS
- Gメン'75
- Gメン'82
- ママチャリ刑事
- 刑事☆イチロー
- こちら本池上署
- ケイゾク

### 消防ドラマ
- はやぶさ消防団
- 炎の消防隊
- 裸の消防士
- 青炎の突撃
- シカゴ・ファイヤ
- 火災調査官・紅蓮次郎
- レスキュー・ミーNYの英雄たち
- 暗闇の中で輝く瞳
- 火神の涙
- ステーション19
- サード・ウォッチ
- HEAT
- RESCUE〜特別高度救助隊
- Fireworks of My Heart

### 裁判ドラマ
- うちの弁護士は手がかかる
- イチケイのカラス
- 勝利の法廷式
- リガール・ハイ
- 悪魔判事
- 指定弁護士
- 弁護士ソドム
- 7人の女弁護士
- 正義は勝つ
- 沈黙法廷
- 未成年裁判
- 99.9−刑事専門弁護士−
- 離婚弁護士
- 負け組法律事務所
- ハンムラビ法廷
- 魔女裁判
- 弁護士イーライの不思議な日常
- ボクらを見る目
- ボストン・リーガル
- HERO
- なぜ君は絶望と闘えたのか
- グッド・ワイフ
- 運命の12人
- 裁判長っ！おなか空きました！
- 都会の森
- 昔話法廷
- 殺人を無罪にする方法
- 事件
- ビキナー
- ドラマ 東京裁判
- 罪人の嘘
- ハイエナ　ー弁護士たちの生存ゲームー
- ドクター弁護士
- 親愛なる判事様
- 弁護士のクズ

### 航空ドラマ
- GOOD LUCK!!
- アテンションプリーズ
- TOKYOエアポート〜東京空港管制保安部〜
- あぽやん〜走る国際空港
- ミス・パイロット
- おっさんずラブ-in the sky-
- NICE FLIGHT!

### 二時間ドラマ
現在
- 日曜ワイド（テレビ朝日）
- 月曜ドラマスペシャル→月曜ミステリー劇場→月曜ゴールデン→月曜名作劇場 (TBS)
- 金曜女のドラマスペシャル→ザ・ドラマチックナイト→男と女のミステリー→金曜ドラマシアター→金曜エンタテイメント→金曜プレステージ→赤と黒のゲキジョー→金曜プレミアム（フジテレビ、金曜プレステージ以降はドラマでない場合もある）

過去
- 火曜サスペンス劇場→DRAMA COMPLEX-ドラマ・コンプレックス-→火曜ドラマゴールド（日本テレビ）
- 木曜ゴールデンドラマ→ドラマシティー（読売テレビ）
- 女と愛とミステリー→水曜ミステリー9（第1期）→水曜シアター9→水曜ミステリー9（第2期）→水曜エンタ（テレビ東京・BSジャパン）
- 土曜ワイド劇場（テレビ朝日/朝日放送と系列局）

など。

### 海外ドラマ
番組名は、テレビドラマの一覧を参照。
- それゆけスマート
- ビーバーちゃん
- 三馬鹿大将
- ちびっこ大将
- わんぱくフリッパー
- 名犬ラッシー
- ナイトライダー
- 奥さまは魔女
- かわいい魔女ジニー
- アーノルド坊やは人気者
- コンバット
- 逃亡者
- フルハウス
- 地上最強の美女たちチャーリーズ・エンジェル
- スパイ大作戦
- ビバリーヒルズ高校白書
- ER緊急救命室
- 24 -TWENTY FOUR-

## 時代劇
番組名は、時代劇を参照。

## ショッピング
- ジャパネットたかた
- テレホンショッピング

## 懸賞番組
- 懸賞伝説
- BS懸賞

## アニメ番組
番組名は、アニメ作品一覧を参照。

## 特撮番組
番組名は、特撮テレビ番組一覧を参照。
- ウルトラシリーズ（各放送局制作）
- 仮面ライダーシリーズ（テレビ朝日系）
- スーパー戦隊シリーズ（テレビ朝日系）
- メタルヒーローシリーズ（テレビ朝日系）
- 東映不思議コメディーシリーズ（フジテレビ系）
- 超星神シリーズ（テレビ東京系）
- スーパーヒーロータイム（テレビ朝日系） - スーパー戦隊シリーズと仮面ライダーシリーズを連続して放送する放送枠。

## 人形劇番組
- NHKの夕方に放映していた子供向け人形劇シリーズ
  - チロリン村とくるみの木
  - ひょっこりひょうたん島
  - 空中都市008
  - ネコジャラ市の11人
  - 新八犬伝
  - 真田十勇士
  - 笛吹童子
  - 紅孔雀
  - プリンプリン物語
- ウルトラマンM730 ウルトラマンランド
- ITC制作
  - サンダーバード
  - キャプテン・スカーレット

## 映画番組
映画そのものを放送する番組
現行
- 水曜ロードショー→金曜ロードショー→金曜ロードSHOW!→金曜ロードショー（日本テレビ系）
- ゴールデン洋画劇場→ゴールデンシアター→プレミアムステージ→土曜プレミアム（フジテレビ系） - 映画以外の番組もある
- 午後のロードショー（テレビ東京 関東ローカル）
- 水曜映画→火曜映画→月曜映画→映画天国（日本テレビ）
- バリ・シネ→一時中断→サタ☆シネ（テレビ東京）
- ミッドナイトアートシアター（フジテレビ）
- ミッドナイトシアター（フジテレビ）
- シネマスタジアム（サンテレビ）
- 衛星映画劇場→BSシネマ→プレミアムシネマ（NHK BSプレミアム）
- 土曜7時の洋画館（BS日テレ）
- 日曜ロードショー（BS日テレ）
- シネマクラッシュ（BSテレ東）
- シネマジャパン（BSテレ東）
- 土曜洋画劇場（BS12 トゥエルビ）
- 日曜アニメ劇場（BS12）
- 231オーディトリアム（放送大学テレビ）
- よる8銀座シネマ（BS松竹東急）
- ミッドナイトシネマ（BS松竹東急）
- 短編映画劇場（BS松竹東急）
- 日曜ゴールデンシアター（BS松竹東急）
- よしもとMOVIES（BSよしもと）

過去
- 土曜ロードショー→金曜ロードショー→月曜ロードショー→ザ・ロードショー→火曜ロードショー→火曜ビッグシアター→水曜ロードショー（TBS系）
- 水曜プレミア（TBS系） - 映画以外の番組もある
- 水曜プレミアシネマ（TBS系）- 水曜ロードショー以来18年半ぶりの映画専門枠
- シネマエクスプレス（テレビ朝日）
- ダイヤモンドシアター（TBS）
- 木曜洋画劇場→水曜シアター9（テレビ東京系）
- 映画楽園 〜シネパラ〜→映画天国 チネ★パラ（日本テレビ）
- 日本映画名作劇場（東京12チャンネル→テレビ東京）
- 土曜洋画劇場→日曜洋画劇場（テレビ朝日系）
- サタデーシアター（BS朝日）
- 水曜デラックス（BS-TBS）
- シネマクラッシュ 〜映画大好き〜（BSジャパン）
- 火曜洋画劇場（サンテレビ）
- 日本映画ノーカット劇場（テレビ大阪）
- 映画へようこそ!（毎日放送）
- 中島貞夫の邦画指定席（KBS京都）
- エキスプレス ザ・ムービー（KBS京都）
- 水曜映画館（BSテレ東）

## 特別番組

### 現在
長時間特別番組
- 24時間テレビ 「愛は地球を救う」（日本テレビ）
- FNS27時間テレビ（フジテレビ）

大型音楽番組
- NHK紅白歌合戦（NHK）
- FNS歌謡祭（フジテレビ）
- FNSうたの夏まつり（フジテレビ）
- FNSうたの春まつり（フジテレビ）
- 日テレ系音楽の祭典 ベストアーティスト（日本テレビ）
- THE MUSIC DAY（日本テレビ）
- 音楽の日（TBS）

### 過去
- プレミアム10 （NHK）
- 土曜特集（NHK）
- 木曜スペシャル（日本テレビ）
- スーパースペシャル→THEスペシャル!（日本テレビ）
- モクスペ（日本テレビ）
- 金曜スーパープライム（日本テレビ）
- 水曜スペシャル→スイスペ!（テレビ朝日）
- ドスペ!（テレビ朝日）
- サタスペ!（テレビ朝日）
- 金曜テレビの星!→スーパーフライデー→金スペ!→水トク!（第1期）→水曜スペシャル→水トク（第2期） （TBS）
- 水曜エンタ!（TBS）
- スパモク!!（TBS）

## 深夜番組
代表的なもののみ列挙。Category:深夜テレビ番組、各局深夜番組カテゴリも参照。なお、ドラマについてはCategory:深夜ドラマ、アニメについてはCategory:深夜アニメをそれぞれ参照。
- ミッドナイトチャンネル（NHK総合）
- ETVライブラリー（NHK教育）
- 学校放送ライブラリー（NHK教育）
- 11PM→EXテレビ→どんまい!!／TVじゃん!!（日本テレビ・読売テレビとの共同製作）→ZZZ（日本テレビ系列各局制作）
- プラチナイト（日本テレビ）
- ランク王国（TBS）
- むちゃぶり!（TBS）
- SUPER WEEKEND LIVE 土曜深夜族→平成名物TV→星期六我家的電視（TBS）

フジテレビの深夜番組についてはJOCX-TV2も参照。
- オールナイトフジ（フジテレビ）
- カノッサの屈辱（フジテレビ）
- 虎の門（テレビ朝日）
- タモリ倶楽部（テレビ朝日）
- トゥナイト→トゥナイト2（テレビ朝日）
- 朝まで生テレビ!（テレビ朝日）
- ナイトinナイト（朝日放送）

## その他のカテゴリ

### BS・CS番組
代表的なもののみ。BSについてはCategory:日本のBSテレビ番組を、CSについてはCategory:日本のCSテレビ番組も参照。
- サンデーヤングミュージック（NHK衛星第2）
- BSマンガ夜話（NHK衛星第2）
- 囲碁・将棋ジャーナル（NHK衛星第2）
- 週刊ブックレビュー（NHK BSプレミアム）
- 熱中時間 忙中"趣味"あり (NHK衛星第2・ハイビジョン)
- TV☆Lab（BSフジ）
- 日本いにしえの旅（BSフジ）
- BS懸賞（BS日テレ）
- 温泉へ行こう!（BSフジ・フジテレビ739）
- ゲームセンターCX（フジテレビTWO）
- アイドリング!!!（フジテレビONE）

### その他の番組
- CM INDEX
- 鈴木タイムラー
- 二重マル健康テレビ
- ヤン坊マー坊天気予報

通信販売番組についてはテレビショッピングの項を参照されたい。

## ミニ番組
番組名は、ミニ番組を参照。
- 0655
- 2355